# Лагман (провінція)
Вілаят Лагман (перс. لغمان) — одна з тридцяти чотирьох областей Афганістану. Розташований у східній частині Афганістану, адміністративний центр — Мехтарлам. Територія 3977,9 км² (2008) з населенням 540 100 чоловік. (2009)

## Історія
Під час вторгнень Олександра Великого область була відома як Лампака. У VII столітті відомий китайський мандрівник Сюаньцзан відвідав область і повідомив, що дуже мало з жителів сповідували буддизм, багато було індуїстів.
Після запровадження ісламу провінція увійшла до складу Газневідської держави, правитель якої вщент розбив індійську армію.
Написи арамейською, що нині розміщені в Кабульському музеї, які були знайдені у Лагмані, вказують на те, що територією області проходив стародавній торговий маршрут від Індії до Пальміри.